# Anomalon arizonicum
Anomalon arizonicum är en stekelart som beskrevs av Dasch 1984. Anomalon arizonicum ingår i släktet Anomalon och familjen brokparasitsteklar. Inga underarter finns listade i Catalogue of Life.